# Liste der Biografien/Willm
Liste der Biografien |
Portal Biografien |
Personensuche
# |
A |
B |
C |
D |
E |
F |
G |
H |
I |
J |
K |
L |
M |
N |
O |
P |
Q |
R |
S |
T |
U |
V |
W |
X |
Y |
Z |
?
 
Wa |
Wc |
Wd |
We |
Wh |
Wi |
Wj |
Wl |
Wn |
Wo |
Wr |
Ws |
Wt |
Wu |
Ww |
Wy |
Wz
 
Wia |
Wib |
Wic |
Wid |
Wie |
Wif |
Wig |
Wih |
Wii |
Wij |
Wik |
Wil |
Wim |
Win |
Wio |
Wip |
Wir |
Wis |
Wit |
Wiv |
Wiw |
Wix |
Wiz
 
Wila |
Wilb |
Wilc |
Wild |
Wile |
Wilf |
Wilg |
Wilh |
Wili |
Wilj |
Wilk |
Will |
Wilm |
Wiln |
Wilo |
Wilp |
Wilr |
Wils |
Wilt |
Wilu |
Wilw |
Wily |
Wilz
 
Willa |
Willb |
Willc |
Willd |
Wille |
Willf |
Willg |
Willh |
Willi |
Willj |
Willk |
Willm |
Willn |
Willo |
Willr |
Wills |
Willu |
Willv |
Willw |
Willy
Die Liste der Biografien führt alle Personen auf, die in der deutschsprachigen Wikipedia einen Artikel haben. Dieses ist eine Teilliste mit 76 Einträgen von Personen, deren Namen mit den Buchstaben „Willm“ beginnt.

## Willm

### Willma
- Willman, Bryan (* 1959), US-amerikanischer Autorennfahrer
- Willman, Noel (1918–1988), britischer Schauspieler und Theaterintendant
- Willman-Grabowska, Helena (1870–1957), polnische Indologin, Iranistin und Hochschullehrerin
- Willmann, Asta (1916–1984), estnische Schauspielerin und Schriftstellerin
- Willmann, Carl (1848–1934), deutscher Zauberkünstler, Erfinder, Hersteller und Händler von Zauberartikeln, Autor und Verleger
- Willmann, David (1550–1591), deutscher lutherischer Theologe
- Willmann, Dieter (1940–2009), deutscher Fußballspieler
- Willmann, Dieter (* 1963), deutscher Eishockeytorhüter
- Willmann, Fabian (* 1992), deutscher Jazzmusiker (Tenorsaxophon, Bassklarinette, Klarinette, auch Querflöte)
- Willmann, Frank (* 1963), deutscher Autor
- Willmann, Frank (* 1963), deutscher Politiker (Bündnis 90/Die Grünen), MdBB
- Willmann, Friedrich Wilhelm (1746–1819), estnisch-deutschbaltischer Schriftsteller, Volksaufklärer und Geistlicher
- Willmann, Gerhard (* 1969), deutscher Sportredakteur und ModeratorGerhard Willmann (* 1969)

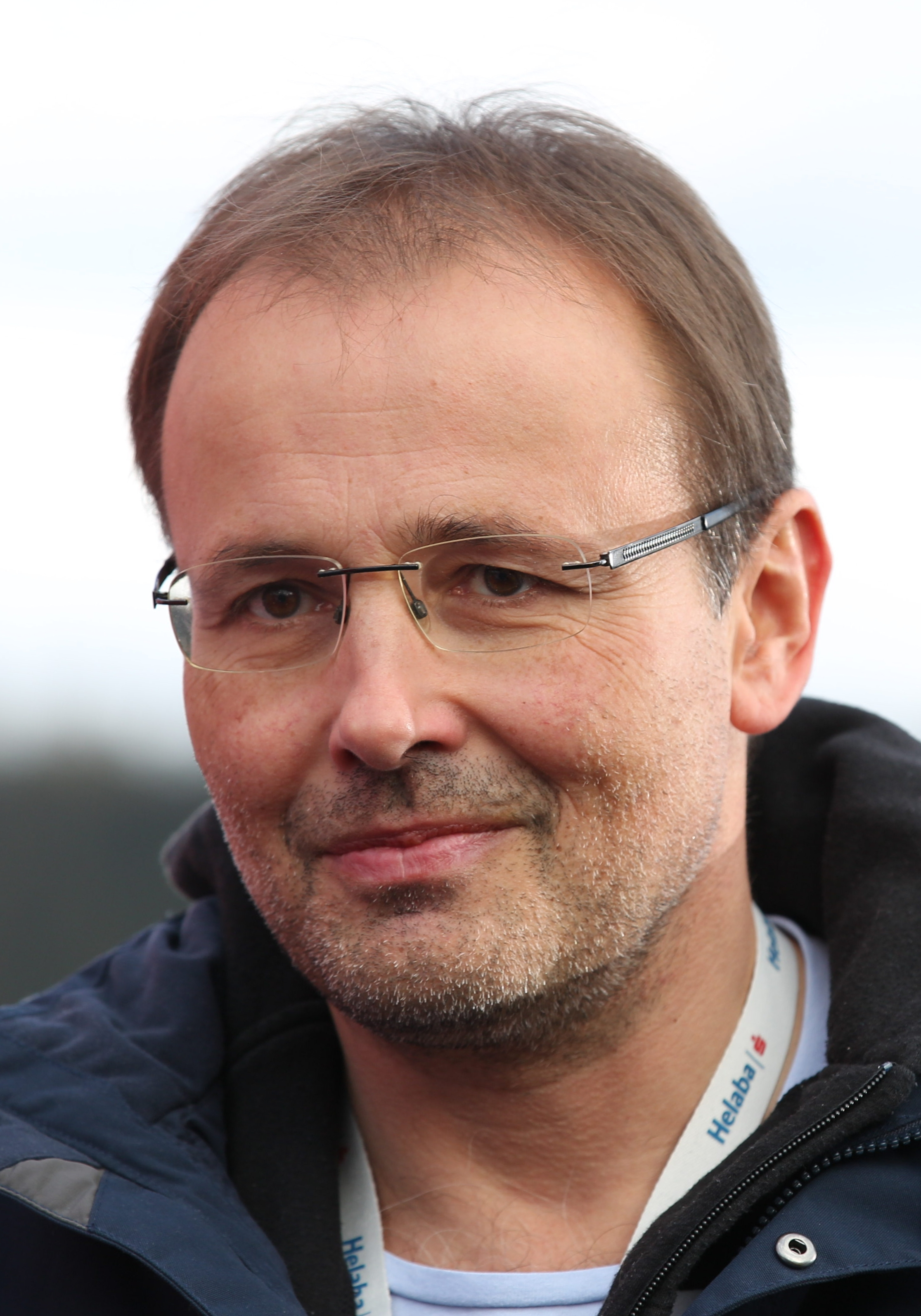
Gerhard Willmann (* 1969)

- Willmann, Günther (1928–2017), deutscher Hörfunkmoderator, Hörfunkjournalist, Kommunalpolitiker (FDP), Theaterschauspieler, Autor und Stadionsprecher
- Willmann, Heinz (1906–1991), deutscher KPD-Funktionär, Funktionär von Kulturbund und Friedensrat
- Willmann, Helmut (* 1940), deutscher Generalleutnant; Inspekteur des HeeresHelmut Willmann (* 1940)

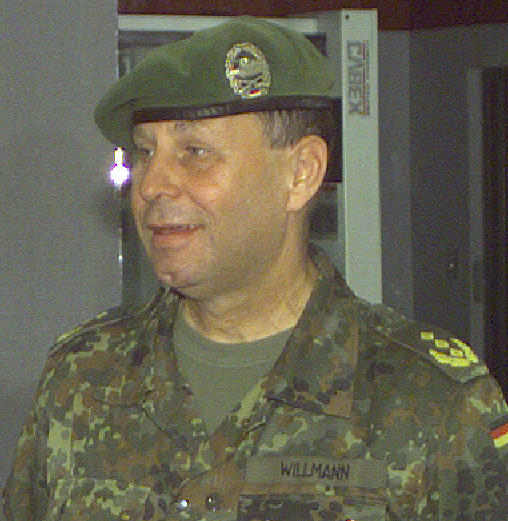
Helmut Willmann (* 1940)

- Willmann, Hermann (1875–1973), deutscher Bäcker und Politiker
- Willmann, Josef (1862–1943), Schweizer Unternehmer, Kunstsammler und Mäzen
- Willmann, Julia (* 1973), deutsche Schriftstellerin und Dramaturgin
- Willmann, Karl (1908–1976), deutscher Politiker (KPD), MdL
- Willmann, Magdalena († 1801), deutsche Opernsängerin (Sopran)
- Willmann, Manfred (* 1952), österreichischer Künstler
- Willmann, Martin (* 1979), deutscher Fußballspieler
- Willmann, Michael (1630–1706), deutscher Barockmaler
- Willmann, Otto (1839–1920), deutscher katholischer Philosoph und Pädagoge
- Willmann, Peter (1938–2007), deutscher Kommunalpolitiker
- Willmann, Peter († 2012), österreichischer Finanzbeamter und Laiendarsteller
- Willmann, Rainer (* 1950), deutscher Zoologe
- Willmann, Thomas (* 1969), deutscher Schriftsteller, Übersetzer und freier Kulturjournalist
- Willmann, Walburga (1769–1835), deutsche Pianistin und Komponistin
- Willmar, Jean-Jacques (1792–1866), luxemburgischer Politiker
- Willmar, Jean-Pierre-Christine (1790–1858), belgischer Diplomat und Politiker
- Willmaser, Peter (1941–1989), deutscher Maler und Grafiker

### Willme
- Willment, John, britischer Rennstallbesitzer
- Willmer, Friedrich (1822–1908), Mühlen- und Waggonbauer sowie Ziegeleibesitzer
- Willmer, Holger (* 1958), deutscher Fußballspieler
- Willmer, Wilhelm (1868–1963), deutscher Offizier, Reiter und paramilitärischer Aktivist
- Willmeroth, Sandra (* 1970), deutsche Journalistin und Buchautorin
- Willmers, Rudolph (1821–1878), deutscher Komponist und Pianist
- Willmes, Anne (* 1978), deutsche Fernsehmoderatorin und Journalistin
- Willmes, Bernd (* 1952), deutscher Theologe und Alttestamentler, römisch-katholischer Geistlicher, Rektor der Theologischen Fakultät Fulda
- Willmes, Engelbert (1786–1866), deutscher Porträtmaler, Radierer und Kunsthändler
- Willmes, Fritz (* 1906), deutscher Politiker (CDU)
- Willmes, Gregor (* 1966), deutscher Musikwissenschaftler, Musikschriftsteller und Kulturmanager
- Willmes, Johann Benedikt (1743–1823), Jurist, Friedensrichter und Hochschullehrer

### Willmi
- Willmitzer, Lothar (* 1952), deutscher Pflanzenphysiologe und Molekularbiologe

### Willmo
- Willmore, Thomas (1919–2005), britischer Mathematiker
- Willmott, Ellen Ann (1858–1934), englische Pflanzenkennerin und Fotografin
- Willmott, Glenis (* 1951), britische Politikerin (Labour Party), MdEP
- Willmott, Hedley Paul (* 1945), britischer Militärhistoriker und Hochschullehrer
- Willmott, Jackie (* 1965), britische Schwimmerin
- Willmott, Justine (* 1971), englische Badmintonspielerin
- Willmott, Kevin (* 1959), US-amerikanischer Schauspieler, Filmregisseur, Drehbuchautor und Filmproduzent
- Willmott, Sheila (1921–1998), englische Helminthologin

### Willms
- Willms, Alfred (1921–2007), deutscher Afrikanist
- Willms, André (* 1972), deutscher Ruderer
- Willms, Bernard (1931–1991), deutscher Politikwissenschaftler
- Willms, Christiane (* 1973), deutsche Erzählerin und Sprecherzieherin
- Willms, Christoph (1948–2015), deutscher Prähistoriker und Spezialist der Archäometallurgie
- Willms, Dustin (* 1999), deutscher FußballspielerDustin Willms (* 1999)

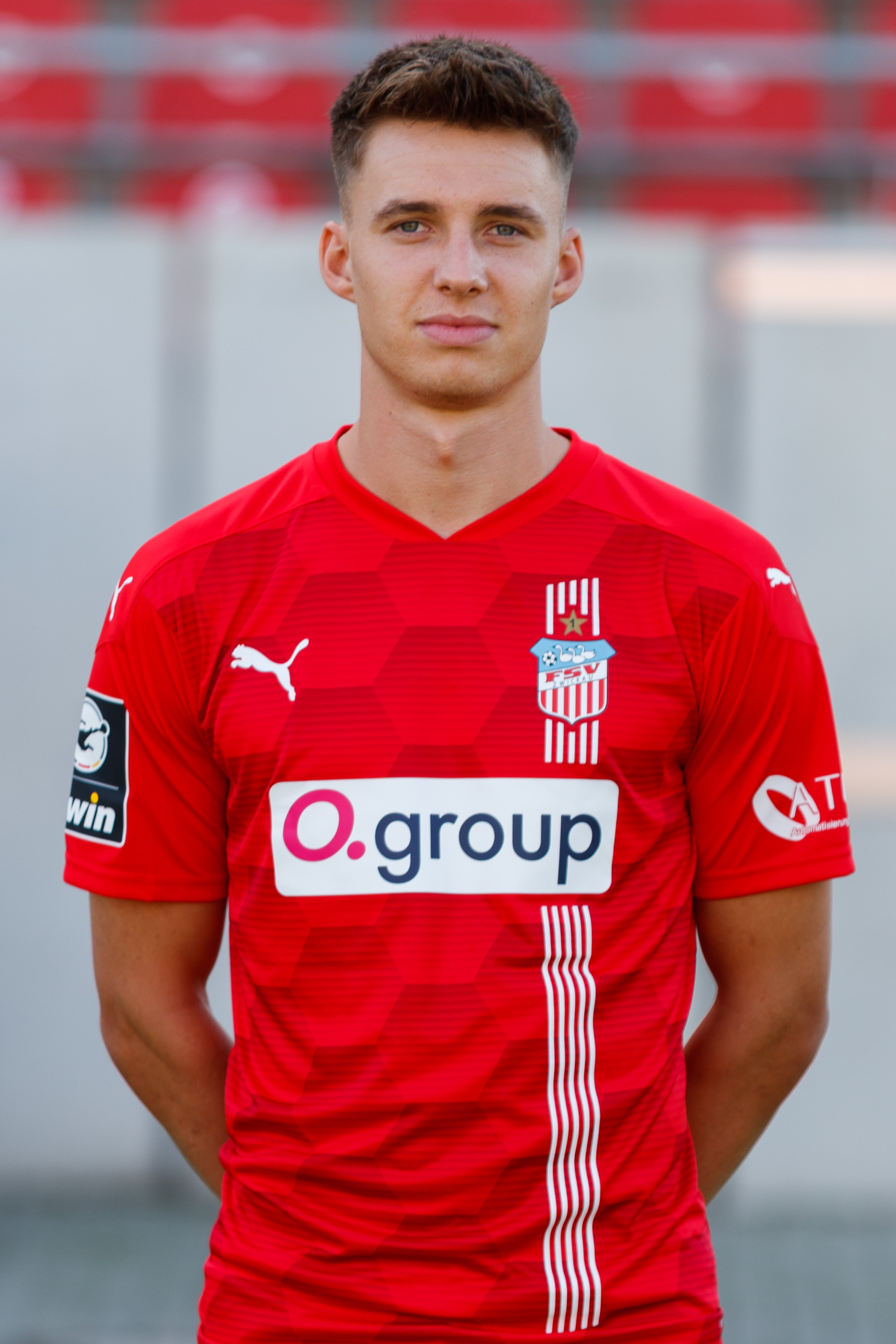
Dustin Willms (* 1999)

- Willms, Eva (1934–2023), deutsche Germanistin und Kinderbuchautorin
- Willms, Günther (1912–1998), deutscher Jurist in hohen Justizbehörden und Bundesrichter
- Willms, Harm (1822–1893), deutscher Landwirt, Baptistenpastor, theologischer Schriftsteller
- Willms, Johannes (1948–2022), deutscher Historiker und Publizist
- Willms, Johannes Eduard Folckard (1860–1937), deutscher Verwaltungsjurist und Regierungspräsident des oldenburgischen Landesteils Lübeck
- Willms, Karl (1934–2006), deutscher Jurist, Verwaltungsbeamter und Politiker (SPD)
- Willms, Lothar (* 1974), deutscher Klassischer Philologe
- Willms, Manfred (1934–2024), deutscher Volkswirt und Hochschullehrer
- Willms, Otto (1866–1901), deutscher Politiker
- Willms, Ralf (* 1963), deutscher Schriftsteller und Literaturwissenschaftler
- Willms, Sarah (* 1992), deutsche Fußballschiedsrichterin
- Willms, Tina (* 1963), deutsche evangelische Theologin und Schriftstellerin
- Willms, Wilhelm (1930–2002), deutscher Priester und Verfasser geistlicher Lieder
- Willms-Wildermuth, Agnes (1844–1931), deutsche Schriftstellerin
- Willmsen, Andreas (1899–1980), deutscher Politiker (DP), MdL

### Willmu
- Willmund, André (* 1982), deutscher Schauspieler